# Rock of Ages: The Definitive Collection
Rock of Ages: The Definitive Collection — четверта збірка англійської групи Def Leppard, яка була випущена 17 травня 2005 року.

## Композиції
1. Pour Some Sugar on Me — 4:52
2. Photograph — 4:08
3. Love Bites — 5:47
4. Let's Get Rocked — 4:56
5. Two Steps Behind (Acoustic Version) — 4:19
6. Animal — 4:03
7. Heaven Is — 3:34
8. Foolin' — 4:34
9. Rocket — 4:07
10. When Love & Hate Collide — 4:17
11. Armageddon It — 5:22
12. Have You Ever Needed Someone So Bad — 5:19
13. Rock of Ages — 4:08
14. Hysteria — 5:56
15. Miss You in a Heartbeat — 4:04
16. Bringin' on the Heartbreak — 4:33
17. Switch 625 — 3:04
18. Rock! Rock! (Till You Drop) — 3:55
19. Let It Go — 4:44
20. High 'n' Dry (Saturday Night) — 3:28
21. Too Late for Love — 4:29
22. No Matter What — 2:53
23. Promises — 3:59
24. Mirror, Mirror (Look into My Eyes) — 4:07
25. Women — 5:42
26. Another Hit and Run — 4:59
27. Slang — 2:39
28. Stand Up (Kick Love into Motion) — 4:33
29. Rock Brigade — 3:08
30. Now — 3:58
31. Paper Sun — 5:27
32. Work It Out — 4:49
33. Die Hard the Hunter — 6:17
34. Wasted — 3:44
35. Billy's Got a Gun — 5:00

## Учасники запису
- Джо Елліотт — вокал
- Філ Коллен — гітара
- Вівіан Кемпбелл — гітара
- Рік Севідж — бас-гітара
- Рік Аллен — ударні
- Піт Вілліс — гітара
- Стів Кларк — гітара